# (1330) Spiridonia
(1330) Spiridonia – planetoida z pasa głównego asteroid okrążająca Słońce w ciągu 5 lat i 237 dni w średniej odległości 3,17 au. Została odkryta 17 lutego 1925 roku w Obserwatorium Simejiz na górze Koszka na Półwyspie Krymskim przez Władimira Albickiego. Nazwa planetoidy pochodzi od Spiridona Ilicza Zasławskiego, bohatera II wojny światowej, szwagra odkrywcy. Przed nadaniem nazwy planetoida nosiła oznaczenie tymczasowe (1330) 1925 DB.